# الدين العام العثماني

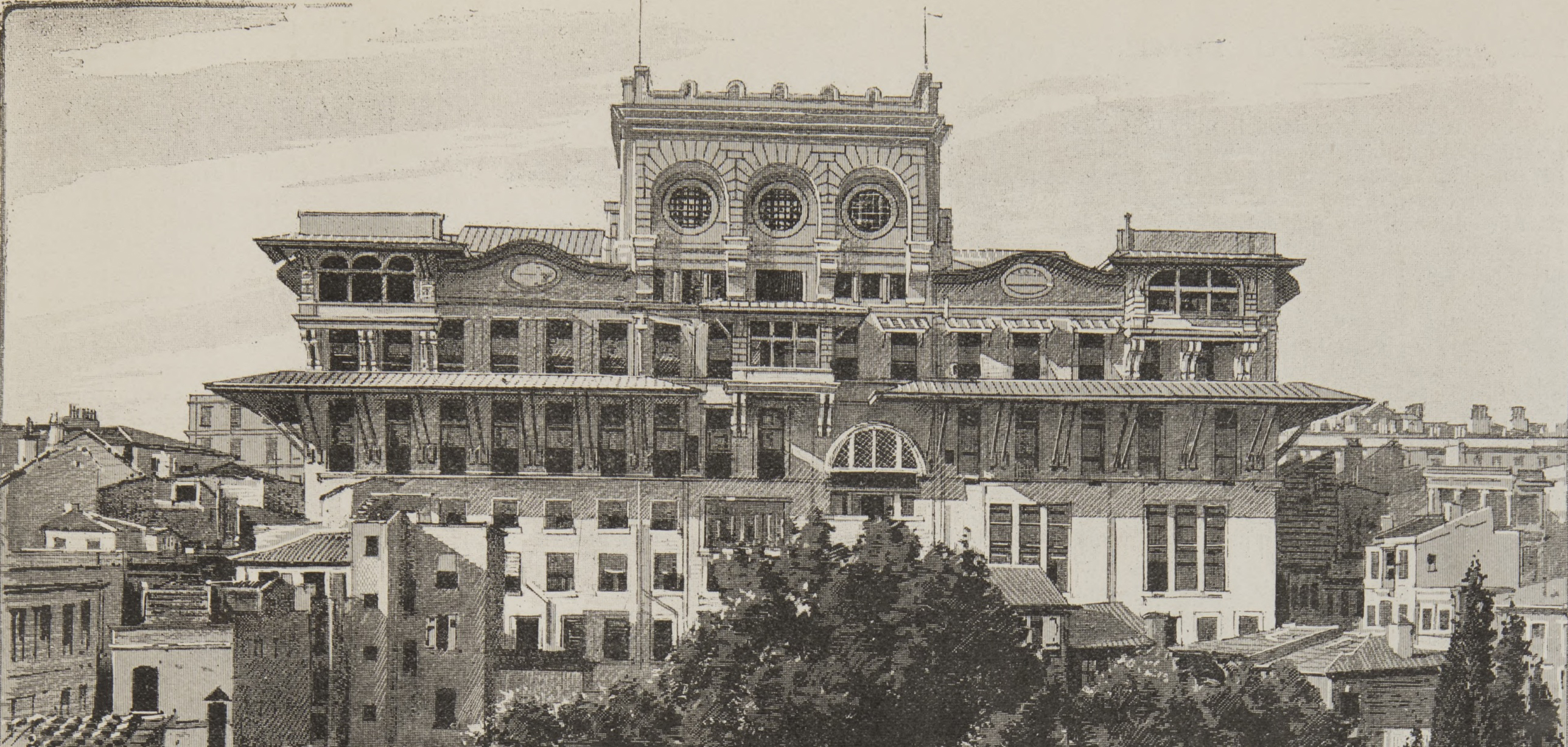
البنك الإمبراطوري العثماني

الدين العام العثماني هي ديون حكومية على الدولة العثمانية تراكمت على الخزانة العامة منذ عام 1854 حينما عقدت الدولة العثمانية أول قرض مع الممولين الأوروبيين من أجل تمويل حربها ضد الإمبراطورية الروسية والتي اندلعت عام 1853، تفاقمت أزمة الدين العام العثماني مع زيادة الاقتراض خلال العقدين التاليين من القرض الأول، وبحلول عام 1875 اعلنت الحكومة العثمانية عن قرارها بوقف عن سداد فوائد ديونها بشكل جزئي ولم يستمر هذا الوضع طويلا حتى أعلنت الحكومة مع بداية السنة الجديدة في أبريل 1876 ايقافها سداد جميع فوائد ديونها الأجنبية مما يعني عمليا افلاس الدولة العثمانية

## الخلفية التاريخية
حينما اندلعت حرب القرم بين الدولة العثمانية والإمبراطورية الروسية عام 1853 اضطر العثمانيون إلي الاستدانة لتمويل نفقات الحرب، فحصلوا على أول قرض لهم من الاسواق المالية الأوروبية بقيمة 3 ملايين جنيه استرليني تلاه في العام التالي قرض اخر بقيمة 5 ملايين جنيه استرليني ولم يحل عام 1879 إلا وكان العثمانيون قد ابرموا مع الاوروبيين نحو 18 قرضا بلغت قيمتهم الإجمالية 245 مليون ليرة عثمانية.

## القروض
في الفترة ما بين 1854 و1879 قام العثمانيون بعقد 18 قرضا بلغت قيمتهم الإجمالية 245 مليون ليرة عثمانية بنسب فائدة فعلية تصل إلى 9% في غالب القروض، وفي ما يلي قائمة بالقروض التي اقترضتها الدولة العثمانية
| تاريخ القرض   | قيمة القرض (مليون ليرة) | نسبة الاصدار (بالمائة) | المبلغ المتحصل (الإجمالي) | المبلغ المتحصل (الصافي) | الفائدة (الإسمية) | الفائدة (الفعلية) |
| ------------- | ----------------------- | ---------------------- | ------------------------- | ----------------------- | ----------------- | ----------------- |
| 1854          | 3.300                   | 80                     | 2640                      | 2515                    | %6                | %7.9              |
| 1855          | 5.500                   | 102.6                  | 5.644                     | 5.582                   | %4                | %4                |
| 1858          | 3.300                   | 85                     | 4.180                     | 3.784                   | %6                | %8.7              |
| 1859          | 2.200                   | 62.6                   | 1.401                     | 1.356                   | %6                | %9.8              |
| 1860          | 2.241                   | 62.5                   | 1.401                     | 1.356                   | %6                | %9.8              |
| 1862          | 8.800                   | 68                     | 5.984                     | 5.665                   | %6                | %9.4              |
| 1863          | 8.800                   | 71                     | 6.248                     | 5.480                   | %6                | %9.9              |
| 1865 (الأول)  | 6.600                   | 66                     | 4.356                     | 4.069                   | %6                | %9.7              |
| 1865 (الثاني) | 36.200                  | 60                     | 21.800                    | 21.800                  | %5                | %8.3              |
| 1869          | 24.444                  | 54                     | 13.200                    | 12.711                  | %6                | %11.5             |
| 1870          | 34.848                  | 32.1                   | 11.195                    | 10.498                  | %3                | %10               |
| 1871          | 6.270                   | 73                     | 4.577                     | 4.452                   | %6                | %8.5              |
| 1872          | 5.302                   | 98.5                   | 5.222                     | 5.116                   | %9                | %9.3              |
| 1873 (الأول)  | 22.252                  | 54                     | 12.054                    | 12.054                  | 5%                | 9.2%              |
| 1873 (الثاني) | 30.556                  | 54                     | 16.500                    | 15.889                  | 6%                | 11.5%             |
| 1874          | 41.000                  | 40                     | 16.600                    | 16.600                  | %5                | %12.3             |
| 1877          | 5.500                   | 52                     | 2.860                     | 2.860                   | %5                | %9.6              |
| 1879          | 8.825                   | 100                    | 8.725                     | 8.725                   | %5                | %5                |

## الإفلاس
أعلنت الحكومة العثمانية في سبتمبر 1875 عن تفاصيل ميزانية السنة المالية لعامي 1875/1874 والتي انتهت في مارس، وأظهرت الميزانية عجزا بمقدار 4.5 مليون ليرة عثمانية في حين بلغت نفقات فوائد الديون في الميزانية نحو 9.68 مليون ليرة. من ناحية أخرى أظهرت الميزانية التقديرية للسنة المالية 1875\1876 عجزا يبلغ 5 ملايين ليرة، فيما قدرت الإيرادات بـ 23.882 مليون ليرة والمصروفات 28.9 مليون ليرة منها 14.869 مليون ليرة فوائد للديون.
كانت الحكومة العثمانية تقوم دائما بتسديد فوائد الديون من خلال عقد قروض جديدة وبحلول نهاية عام 1874 بلغ إجمالي الدين العام الخارجي للدولة العثمانية 184,981,783 جنيه استرليني في حين بلغ الدين الداخلي ما يزيد عن 20 مليون جنيه استرليني 
ومع ارتفاع الفائدة وضعف الثقة بالاقتصاد العثماني لم يعد باستطاعه الدولة العثمانية الاستدانة من الاسواق العالمية، وحينما أدركت أنها عاجزة عن تسديد فوائد ديونها، قرر الصدر الأعظم محمود نديم باشا في 6 أكتوبر 1875 إصدار مرسوم عرف باسم «مرسوم رمضان» والذي أعلن فيه بأن الحكومة ستسدد فقط نصف قيمة الفوائد السنوية نقدا أما النصف الأخر فسوف يدفع عبر سندات تصدرها الحكومة العثمانية بفائدة 5% مما يعني تخلف الحكومة العثمانية جزئيا عن سداد ديونها، ولم يستمر الوضع طويلا حتى أعلنت الحكومة مع بداية السنة الجديدة في أبريل 1876 ايقافها سداد جميع فوائد ديونها الأجنبية مما يعني عمليا افلاس الدولة العثمانية

## هيكلة الديون
في عام 1881 شُكِّلت إدارة الدين العام العثماني التي وُضع تحت تصرفها قسم مهم من موارد الدولة العثمانية، كما مُنحت صلاحيات واسعة في الإدارة، والإدارة تضم حاملي أسهم القروض العثمانية من ألمان ونمساويين وفرنسيين وإيطاليين، وغيرهم، وكان مجلس الإدارة مؤلفاً من سبعة أعضاء، ستة منهم يمثلون حملة أسهم الدول الأجنبية التابعين إليها أولئك الأعضاء، والسابع يُعيّنه البنك العثماني.
أعيدت هيكلة الديون العمومية بموجب مرسوم 20 محرم الصادر في 20 ديسمبر 1881 والذي تضمن الاتفاق مع ممثلي الاطراف الدائنة على إعادة هيكلة الديون على النحو التالي:
- خفض الدين العام الحالي للدولة العثمانية من 191 مليون جنيه استرليني إلى 96 مليون جنيه
- خفض الفوائد المتراكمة البالغة 62 مليون جنيه استرليني إلى 10 ملايين جنيه
- خفض الفوائد السنوية للديون من 13.6 مليون جنية استرليني إلى 2.7 مليون جنيه استرليني
- تأسيس إدارة الدين العام العثماني.

## هوامش
1. ↑  Spencer C. Tucker, p.939
2. 1 2  V. Necla Geyikdagi,P.37
3. 1 2  Murat Birdal P.40
4. ↑  Roger Owen , p.104
5. ↑  Monica Pohle Fraser P.80
6. ↑  Monica Pohle Fraser, P.80
7. 1 2  William Smith COOKE, P.6
8. ↑  Coşkun Tunçer P.61